# Loxolophinae
De Loxolophinae is een onderfamilie van primitieve, uitgestorven hoefdieren die behoren tot de familie Arctocyonidae van de orde Condylarthra. De dieren uit deze groep leefden gedurende het Paleoceen op het noordelijk halfrond. 
Hoewel de Loxolophinae gerekend worden tot de voorouders van de hoefdieren, waren de soorten van deze subfamilie wat betreft uiterlijk en leefwijze meer te vergelijken met de hedendaagse kleine beren dan met moderne hoefdieren. Het geslacht Loxolophus uit het Vroeg-Paleoceen van Noord-Amerika is de bekendste vertegenwoordiger en tevens naamgever van deze onderfamilie.